# 尼亚加拉学院

加拿大尼亚加拉学院

尼亚加拉应用艺术与技术学院（英語：Niagara College of Applied Arts and Technology），通常简称作尼亚加拉学院（英語：Niagara College），是加拿大南安大略尼亚加拉区的一所公立学院。该学院有四个校区：威兰校区、滨湖尼亚加拉校区、位于尼亚加拉瀑布城的雾中少女校区，以及位于沙特阿拉伯的塔伊夫校区。其专业领域包括食品和酿酒科学、高新技术、媒体、英语作为第二语言教学、应用健康和社区安全，辅以食品、葡萄酒、啤酒、园艺和美学方面的文凭课程学习。尼亚加拉学院亦提供应用商业（国际商务和全球发展）学位课程。